# Орден Вольты
Орден Вольты (англ. Order of the Volta) — государственная награда Ганы.

## История
Орден Вольты был учреждён в 1960 году.
Орден предназначен для награждения за выдающиеся заслуги перед страной.
В 2008 году в статут ордена были внесены изменения, в частности была изменена орденская лента.

## Степени
Орден Вольты подразделяется на три класса в двух дивизионах — гражданском и военном:
- Компаньон — золотой знак ордена на чрезплечной ленте и золотой знак ордена на шейной ленте
- Офицер — золотой знак ордена на шейной ленте
- Кавалер — серебряный знак ордена на нагрудной ленте

| Орденские планки | Орденские планки | Орденские планки | Орденские планки | Орденские планки |
| ---------------- | ---------------- | ---------------- | ---------------- | ---------------- |
| Дивизион         | Компаньон        | Офицер           | Кавалер          |                  |
| Гражданский      |                  |                  |                  |                  |
| Военный          |                  |                  |                  |                  |

## Описание
Знак ордена — семиконечная звезда с прямыми широкими лучами, на которую наложена семиконечная звезда с заострёнными лучами. В центре круглый медальон с стилизованным изображением вод реки на фоне восходящего солнца.
Реверс знака матированный и несёт на себе монограмму, по окружности от которой надпись в зависимости от класса: «MEMBER (COMPANION, OFFICER) OF THE ORDER OF THE VOLTA».
Знак при помощи кольца крепится к орденской ленте.

### Лента

#### 1960—2008
— лента ордена тёмно-синяя с красными полосками по краям и чёрной полоской в центре. Военный дивизион отмечается тонкой красной полоской в центре чёрной.

#### с 2008
— лента ордена голубого цвета с тонкими полосками цветов государственного флага по краям.